# مونتبلو سول سانگرو
مونتبلو سول سانگرو (به ایتالیایی: Montebello sul Sangro) یک کومونه در ایتالیا است که در استان کییتی واقع شده‌است.

## خصوصیات
مونتبلو سول سانگرو ۵ کیلومترمربع مساحت و ۱۱۵ نفر جمعیت دارد و ۸۱۰ متر بالاتر از سطح دریا واقع شده‌است.